# Екологічна компресія
Екологічна компресія, ефект придушення міжвидової конкуренції в біоценозі в ході використання кормових ресурсів. 
Багато видів, співіснуючі в тому чи іншому місці, частково використовують одні і ті ж ресурси, але перекривання екологічних ніш не настільки значне, щоб приводити до  елімінації (витіснення) одного з них. Тим не менше, кожен вид може пригнічувати популяції іншого виду в ступені, залежній від їх екологічної подібності.

## Ресурси Інтернету
- Дедю И.И. Экологический энциклопедический словарь. — Кишинев, 1989 [Архівовано 24 жовтня 2016 у Wayback Machine.]
- Словарь ботанических терминов / Под общ. ред. И.А. Дудки. — Киев, Наук. Думка, 1984 [Архівовано 31 жовтня 2016 у Wayback Machine.]
- Англо-русский биологический словарь (online версия) [Архівовано 6 листопада 2016 у Wayback Machine.]
- Англо-русский научный словарь (online версия) [Архівовано 21 жовтня 2016 у Wayback Machine.]